# Peter Makovicky
Peter Makovicky (* um 1973) ist ein dänisch-US-amerikanischer Wirbeltier-Paläontologe, der sich mit Dinosauriern befasst.
Makovicky studierte Biologie an der Universität Kopenhagen mit dem Diplom-Abschluss 1995 (Phylogenetic aspects of the vertebral morphology of Coelurosauria (Dinosauria: Theropoda)) und an der Columbia University mit dem M.Phil. Abschluss 2001 und der Promotion in Paläontologie 2002 (Taxonomic revisions and phylogenetic relationships among basal Neoceratopsia (Dinosauria: Ornithischia)). 2001 wurde er Assistant Curator, 2006 Associate Curator und 2009 Vorstand der Abteilung Geologie am Field Museum of Natural History in Chicago und er lehrt an der Universität Chicago. Seit 2002 ist er außerdem Research Associate am American Museum of Natural History.
Er befasst sich vor allem mit gehörnten Dinosauriern (Ceratopsier) und Raubsauriern (Theropoden). Er bedient sich in der Fossilanalyse modernster Laborgeräte wie Laser Surface Scanning, Rasterelektronenmikroskopen, Computer-Tomographie und Energiedispersive Röntgenspektroskopie.
Er ist einer der Erstbeschreiber von Xuanhuaceratops, Liaoceratops, Alnashetri cerropoliciensis (2012), Xiongguanlong, Beishanlong, Yamaceratops, Sinovenator, Buiteraptor, Shenzhousaurus, Tsaagan, Byronosaurus, Haya griva, Zanabazar junior und Siats meekerorum.

## Schriften
- mit Mark Norell: Troodontidae; mit Norell: Dromaeosauridae; mit Yoshitsugu Kobayashi, Philip J. Currie:  Ornithomimosauria. In: Weishampel, Osmolska, Dodson: The Dinosauria. 2. Auflage. University of California Press, 2004.
- mit J. M. Clark und Mark Norell: Cladistic Approaches to the Relationships of Birds to Other Theropod Dinosaurs. In: L. M. Chiappe, L. M. Witmer: Mesozoic Birds - Above the Heads of Dinosaurs. University of California Press, 2002, S. 31–61.
- Postcranial axial skeleton, comparative anatomy. In: Philip J. Currie, Kevin Padian (Hrsg.): Encyclopedia of Dinosaurs. Academic Press, 1997, S. 579–590.
- mit Philip Currie: The presence of a furcula in tyrannosaurid theropods, and its phylogenetic and functional implications. In: J. Vertebrate Paleontology. 18, 1998, S. 143–149.
- mit G. M. Erickson, Philip Currie, Mark Norell, S. A. Yerby und C. A. Brochu: Gigantism and comparative life-history parameters of tyrannosaurid dinosaurs. In: Nature. 430, 2004, S. 772–775.
- mit Hans-Dieter Sues: Anatomy and phylogenetic relationships of the theropod dinosaur Microvenator celer from the Lower Cretaceous of Montana. In: American Museum novitates. Nr. 3240, 1998.
- mit M. Norell: A partial ornithomimid braincase from Ukhaa Tolgod (Upper Cretaceous, Mongolia). In: American Museum novitates. Nr. 3247, 1998, S. 1–16.
- mit M. Norell: Important features of the dromaeosaurid skeleton. 2, Information from newly collected specimens of Velociraptor mongoliensis. In: American Museum novitates. Nr. 3282, 1999, S. 1–45.
- mit Mark Norell und J. M. Clark: Phylogenetic relationships among coelurosaurian theropods. In: Jacques Gauthier, L. F. Gall: New Perspectives on the Origin and Early Evolution of Birds. Peabody Museum of Natural History, 2001, S. 49–67.